# Phi Cygni
Phi Cygni, latinizzato da φ Cygni, è una stella binaria sita nella costellazione settentrionale del Cigno. È debolmente visibile a occhio nudo con una magnitudine visiva apparente di 4,70. La parallasse annua è di 12,25 mas misurata dalla Terra, che fornisce una stima della distanza di circa 266 al. Si sta allontanando ulteriormente dal Sole con una velocità radiale di +4,5 km/s. 

## Caratteristiche
φ Cygni è un sistema binario spettroscopico a doppia linea, il che significa che le linee di assorbimento di entrambi i componenti sono visibili nello spettro. I due insiemi di linee spettrali sono quasi identici e ad entrambe le stelle viene assegnato un tipo spettrale di K0III, corrispondente alle stelle giganti evolute. Sono considerate giganti red clump, stelle che hanno iniziato la fusione dell'elio centrale e giacciono sul ramo orizzontale del diagramma H-R, ma a causa della loro metallicità e delle dimensioni del loro involucro di idrogeno si trovano molto vicino al ramo delle giganti rosse. Si presume che le due stelle abbiano la stessa età, che sarebbe di circa 650 milioni di anni. La coppia ha un periodo orbitale di 434,208 giorni, o 1,2 anni terrestri, un semiasse maggiore di 26,9 mas e un'alta eccentricità di 0,56. 